# Agrokor
Agrokor (Агрокор) — крупнейшая хорватская частная (до 2018 года) компания (концерн), работала в сфере пищевой промышленности и розничной торговли. Основанная в 1976 году как предприятие по выращиванию цветов и рассады, компания Агрокор в 1990-е—2000-е превратилась в крупный холдинг, последовательно приобретя ряд компаний в Хорватии и в соседних странах в агропромышленной и розничной сферах. В ходе активной экспансии в регионе, холдинг к концу 2016 года подошёл с долгом около 45 млрд кун (6,42  млрд долл), что в шесть раз превышало его активы. 7 апреля 2017 года основатель и собственник компании Ивица Тодорич, ввиду неплатёжеспособности вследствие чрезмерной задолженности компании, активировал вступивший в силу накануне Закон (прозванный СМИ Lex Agrokor), по которому управление компанией на территории Хорватии перешло в компетенцию правительства.

## Структура и показатели до реструктуризации
Крупнейшие компании, контролируемые Агрокором:
- Jamnica — крупнейший национальный производитель минеральной воды и безалкогольных напитков, приобретена в 1992 году;
- Zvijezda — производство растительного масла и маргарина, приобретена в 1993 году;
- Konzum — крупнейшая сеть супермаркетов Хорватии, приобретена в 1994 году;
- Ledo — производитель мороженого и замороженных продуктов;
- PIK Vrbovec — главный производитель мяса в Хорватии, приобретён в 2005 году;
- Belje — крупная сельскохозяйственная компания, приобретена в 2005 году;
- Tisak — крупнейшая сеть газетных и табачных киосков Хорватии (В 2007 году Агрокор получил 54 % акций компании).

Кроме деятельности в Хорватии, Агрокор приобрёл также ряд компаний сектора в близлежащих государствах, в частности сербского производителя мороженого Frikom и боснийского производителя минеральной воды Sarajevski kiseljak. Сам Агрокор не проводит размещения акций, однако многие из его дочерних компаний имеют независимый листинг на Загребской фондовой бирже, а Konzum, Belje, Ledo и Tisak включены в ключевой хорватский индекс CROBEX.
В списке крупнейших компаний центральной Европы, составленном компанией Deloitte в 2015 году, Агрокор занимал 1-е место среди хорватских компаний, 1-е место среди компаний региона и 22-е место среди 500 компаний Центральной Европы — с 4,58 млрд евро выручки от продаж.
На начало 2017 года Agrokor объединял более 20 компаний с активами в Хорватии Словении, Сербии, Боснии и Герцеговине и Венгрии и 60-ю тыс. сотрудников; годовая выручка составляла €6,5 млрд ($7 млрд).
Согласно списку, опубликованному в хорватской прессе в мае 2017 года, в холдинг Агрокор входило 107 компаний.
Аудит, заказанный чрезвычайной администрацией в 2017 году, показал чистый убыток концерна в размере 1,73 миллиарда долл за 2016 год.

## Критика
Активная деятельность Агрокора по поглощению компаний сектора и монополизации рынка подвергалась критике со стороны Хорватского агентства защиты торговой конкуренции (Agencija za zaštitu tržišnog natjecanja, AZTN)

## Отношения с РФ, Сбербанком и иными кредиторами до 2017 года
В 2014 году российский Сбербанк стал крупнейшим кредитором Агрокора: кредит от Сбербанка в размере 600 млн евро был взят в апреле 2014 года для приобретения в том же году 53% акций словенской розничной сети Mercator. В июне 2016 года на Петербургском международном экономическом форуме Сбербанк и Agrokor подписали меморандум о взаимопонимании; заместителем председателя правления Сбербанка Светланой Сагайдак было заявлено, что Сбербанк предоставил компании кредитов более чем на 1 млрд евро. По данным российских СМИ, кредиты  Сбербанка выдавались без обеспечения под 8–9%.
Согласно сообщениям в СМИ, финансовое положение компании ухудшилось в январе 2017 года, после того как компания Agrokor не смогла привлечь очередной синдицированный кредит на благоприятных для себя условиях. 10 февраля 2017 года посол России в Хорватии Анвар Азимов заявил для СМИ Хорватии: «Мы неоднократно давали кредиты Агрокору, поскольку желали стабилизировать компанию. Больше выдавать кредиты мы не будем. Я надеюсь, что Агрокор рассчитается по всем своим обязательствам и займам. <…> Я не знаком с главой Агрокора. Он считает излишним находиться вместе с послом России. Многочисленные компании стоят в очереди, чтобы иметь встречу, но Агрокора нигде нет. Сообразно тому, будут и последствия.»
21 марта 2017 года, глава Сбербанка Герман Греф заявил, что банк сделает всё возможное, чтобы поддержать Агрокор, и, вопреки спекуляциям в СМИ, не хочет брать компанию в управление: «Мы не чувствуем себя в состоянии управлять крупнейшим ритейлером на территории Восточной Европы. Это самое последнее, чего бы нам хотелось.» Кроме того, согласно сообщению агентства Rambler News Service, Г. Греф сказал, что Сбербанк обратился в Министерство иностранных дел России за разъяснением комментариев российского посла в Хорватии относительно взаимоотношений Сбербанка с компанией Agrokor: «Правда в том, что российский посол позволил себе недопустимые вещи — комментарий к бизнес-ситуации. Это, естественно, никак не было с нами согласовано. Более того, мы обратились в министерство иностранных дел с просьбой дать разъяснения в этой ситуации и объясниться. Мы получили разъяснения от министерства иностранных дел. Это был инцидент, связанный с личной позицией посла, с личной его инициативой. Это ситуация никак не отражает точку зрения, позицию министерства иностранных дел.» По мнению аналитиков в регионе, выступление опытного дипломата Анвара Азимова с категорическим отказом дальнейшего кредитования Агрокора свидетельствует о том, что Россия перевела вопрос концерна из экономической в геополитическую плоскость.
29 марта, заместитель председателя правления Банка ВТБ Юрий Соловьев отметил: «Есть целый ряд требований, которые компания должна выполнить, в том числе отстранение существующих менеджеров, допустивших такую ситуацию»; он также заявил, что руководство компании Agrokor скрывало от кредиторов полную информацию о финансовом положении компании. В тот же день международное рейтинговое агентство Moody’s в очередной раз снизило кредитный рейтинг Агрокора: с B3 до Caa1, сохранив негативный прогноз.
31 марта, ВТБ, Сбербанк и четыре ведущих хорватских банка заключили соглашение о невостребовании долгов (standstill agreement) у компании Agrokor. Согласно сообщению Сбербанка, в ходе реструктуризации компании функции руководящих должностных лиц, включая главного исполнительного директора, его заместителя, директора по финансовым вопросам, будут выполняться независимыми экспертами. 3 апреля стало известно, что реструктуризацию концерна будет осуществлять Антонио Альварез III (Antonio Alvarez III) из международной консалтинговой компании Alvarez & Marsal, которую Сбербанк ранее привлёк для поиска стратегии вывода компании Agrokor из кризиса.

## Переход под контроль правительства и реструктуризация
Ввиду кризиса ликвидности в концерне, в марте 2017 года правительство Хорватии подготовило законопроект, призванный обезопасить экономику страны от проблем в Agrokor, который в ускоренном порядке был принят в начале апреля того же года. В результате, концерн (подразделения в юрисдикции Республики Хорватия) де-факто перешёл под управление правительства (в процедуре чрезвычайного управления). Правительства других государств, где работают компании концерна, рассматривали проблемы, связанные с кризисом в хорватском концерне на встрече в Белграде 19 апреля.
Сбербанк не принял участия в первой инъекции ликвидности холдингу в апреле 2017 года, ввиду отказа компании удовлетворить его условия по очерёдности погашения задолженности: Сбербанк настаивал, чтобы на выданные им Агрокору в марте 100 миллионов евро распространялось  преимущественное право требования, — как на займы, выданные холдингу после перехода под управление правительства. Согласно отчётности Сбербанка, в апреле Сбербанк потратил на провизии 43,3 млрд руб. — рост резервов почти вдвое по сравнению с мартом, что во многом было обусловлено доформированием резервов по «крупному международному ритейлеру», Agrokor: банк зарезервировал более 50% его долга. В конце мая Герман Греф заявил о некомпетентности управляющего Agrokor и о невозможности нового финансирования холдинга со стороны Сбербанка, доколе  не будут достигнуты договоренности с правительством Хорватии, которое, по его мнению, взяв на себя ответственность за управление концерном, должно дать суверенную гарантию под долги компании. 8 июня 2017 года совет кредиторов компании Agrokor одобрил кредитное соглашение о финансировании холдинга по модели roll-up в общей сложности на 1,06 млрд евро (включая старый долг) и 9 июня оно было заключено: нероссийские банки — BNP Paribas, Credit Suisse, Goldman Sachs, JPMorgan — согласились рефинансировать долг. По утверждению хорватской прессы, ссылающейся на источники в правительстве РХ, руководство Сбербанка прилагало активные усилия к тому, чтобы не допустить подписания кредитного соглашения по модели roll-up. Согласно отзывам вовлечённых в процесс реструктуризации источников хорватской прессы, особую роль в этих попытках играла родившаяся в СССР гражданка РХ Оксана Двинских, специальный советник первого зампреда правления Сбербанка Максима Полетаева.
В сентябре 2017 года, глава Сбербанка Герман Греф заявил, что Сбербанк будет взыскивать проблемную задолженность компании Agrokor в судебном порядке: «Будем возвращать наши деньги через судебную перспективу. Думаю, что мы своего добьемся. Кейс беспрецедентный, у нас такого "фрода", мошенничества еще не было, когда публичная компания "рисует" прибыль и скрывает за балансом обязательства на более $1 млрд». Он также отметил, что Сбербанк планирует привлечь к ответственности аудиторов компании Agrokor — в дополнение к уже возбужденному уголовному делу против собственника компании.
В июне 2018 года хорватская пресса описывала ситуацию вокруг Агрокора как битву между США и РФ за «преобладание в Хорватии». Агентство Bloomberg со ссылкой на первого зампреда правления Сбербанка Максима Полетаева сообщило, что по итогам обмена долга Агрокора на его акции Сбербанк, который 5 июня был включен в реестр кредиторов концерна после того, как 30 марта суд Загреба признал требования банка на 650 миллионов евро, получит 40% концерна; совместная же с ВТБ доля может составить 44—45%.
В конце октября 2018 года, вследствие решения Высшего коммерческого суда в Загребе, которым подтверждено решение от 4 июля об урегулировании претензий к компании Agrokor, Ивица Тодорич перестал быть собственником компании де-юре.

## Расследование возможных нарушений
В начале апреля 2017 года, после соответствующего обращения спикера парламента Божо Петрова, прокуратура Хорватии попросила следственные органы провести предварительное расследование заявлений ВТБ о том, что Agrokor "достаточно долгое время" допускала неточности в отчетности.